# Hundegade (Ribe)
Hundegade er en gade i byen Ribe, der løber fra Von Støckens Plads og mod syd. Især det første stykke af gaden er en vigtig del af den gamle bykerne.

## Navn
Der er to forskellige historier bag det noget specielle gadenavn.
Den første går ud på, at der engang har boet en ågerkarl i gaden, som lokalt blev kaldt en hund.
Gaden har tidligere heddet Mads Skriversgade efter den fornemmeste beboer i gaden.
I anden mere sandsynlig årsag til gadens navn: I Middelalderen havde mange byer en gade af samme navn. Dengang var der nemlig så mange løsgående hunde, at magistraten fandt det nødvendigt at have hundefager ansat, der holdt antallet af disse hunde nede. Denne hundefager skulle have adresse i Hundegade.

## Dagmargades Vandtårn
Selv om vandtårnet benævnes Dagmargade Vandtårn, så har tårnet den officielle adresse af Hundegade 1

## Pastor Bruuns Enkesæde
I Hundegade 14 finder man Pastor Bruuns Enkesæde. Pastor A.C. Bruun var præst i Roager og havde købt ejendommen. I 1822 testematerede han husel; til at være Enkesæde for 2 værdige Enker til alle tider

## Hundehuset
Hundegade 28 fandt man i 1970'erne et kendt natværtshus, kaldet Hundehuset. Det var ikke til lige stor glæde for alle gadens beboer i den tætte gade og da natværtshuset fik fornyet sin bevillig i 1978, blandede Ribe Bykernes Beboerforening sig i sagen

## Mineralvandsfabrikken Frem
I den anden ende af Hundegade, væk fra den gamle bykerne, finder man Mineralvandsfabrikken Frem

## Eksterne links
Arkæologiske fund i Hundegade: http://sol.sydvestjyskemuseer.dk/?mode=thumbnail&antal=21&search=Hundegade
Oversvømmelse i Hundegade sommeren 1939: https://www.youtube.com/watch?v=W4TmLo_3ais
55°19′36″N 8°45′50″Ø / 55.32678°N 8.76383°Ø